# Asilus gabonicus
Asilus gabonicus är en tvåvingeart som beskrevs av Macquart 1855. Asilus gabonicus ingår i släktet Asilus och familjen rovflugor.
Artens utbredningsområde är Gabon. Inga underarter finns listade i Catalogue of Life.